# Rampitz
Rampitz ist ein Ortsteil der Ortschaft Kötzschau der Stadt Leuna im Saalekreis (Sachsen-Anhalt).

## Geografie
Rampitz liegt zwischen Merseburg und Leipzig östlich der Saale an der Landesgrenze zu Sachsen. Durch den Ort fließt der Elsterfloßgraben, östlich von Rampitz Der Bach, ein Zufluss der Luppe.

## Geschichte
Rampitz wurde im Jahr 1479 erstmals urkundlich erwähnt. Das Dorf gehörte zum hochstiftlich-merseburgischen Amt Lützen, das seit 1561 unter kursächsischer Hoheit stand und zwischen 1656/57 und 1738 zum Sekundogenitur-Fürstentum Sachsen-Merseburg gehörte. Durch die Beschlüsse des Wiener Kongresses kam der Ort mit dem Westteil des Amts Lützen im Jahr 1815 zu Preußen und wurde 1816 dem Kreis Merseburg im 
Regierungsbezirk Merseburg der Provinz Sachsen zugeteilt. 1857 eröffnete bei Rampitz und Thalschütz die Braunkohlegrube „Gottes Hilfe“, der Abbau erfolgte bis 1917.
Am 1. Juli 1950 wurde Rampitz nach Kötzschau eingemeindet, mit dem es am 31. Dezember 2009 zu Leuna kam.

## Verkehr
Östlich des Orts verläuft die A 9. Die nächste Auffahrt ist „Bad Dürrenberg“. In Kötzschau besteht Bahnanschluss an die Regionalbahnen nach Weißenfels und Leipzig Hbf an der Bahnstrecke Leipzig–Großkorbetha.